# Varasău, Bihor
Varasău (maghiară Varaszótanya) este un sat în comuna Brusturi din județul Bihor, Crișana, România.

 Acest articol despre o localitate din județul Bihor este deocamdată un ciot. Puteți ajuta Wikipedia prin completarea lui.